# Uitgaan
Uitgaan is een ruim begrip dat letterlijk genomen betekent zich buitenshuis ophouden, maar vooral ter recreatie en voor de gezelligheid dient. Wat eerder beperkt bleef tot uitgaan naar het theater of te gast zijn bij bekenden, is gaandeweg meer divers geworden.
Uitgaan kan uit verschillende soorten activiteiten bestaan, met als meest voorkomende:
- drinken in een café (ook wel kroeg of bar)
- dansen in een discotheek of nachtclub
- uit eten in een restaurant
- bij vrienden eten/drinken
- film kijken in een bioscoop
- naar muziek luisteren tijdens een concert
- een dagje naar een attractiepark
- een dagje winkelen (funshoppen)
- één dag of meerdere dagen een festival bezoeken met activiteiten en/of muziek

Het "ik ga vanavond uit" betekent bij jongeren, naar een discotheek gaan, met vrienden zijn, wat drinken en dansen, naar een popconcert gaan of een kroeg bezoeken. In de omgangstaal wordt uitgaan ook stappen genoemd.
Het "uitgaan met een activiteitenclub" is populair bij sommige groepen dertigers en veertigers, maar ook bij mensen van oudere leeftijd.
Uitgaan betreft vooral het bezoeken van uitgaansgelegenheden in dorp of stad. Men kan ter ontspanning en recreatie namelijk ook een natuurgebied bezoeken, aan waterrecreatie of een bepaalde sport doen, maar dat wordt geen uitgaan genoemd.